# Saxifraga pedemontana
Saxifraga pedemontana är en stenbräckeväxtart. Saxifraga pedemontana ingår i Bräckesläktet som ingår i familjen stenbräckeväxter.

## Underarter
Arten delas in i följande underarter:
- S. p. cervicornis
- S. p. cymosa
- S. p. demnatensis
- S. p. pedatifida
- S. p. pedemontana
- S. p. prostii

## Bildgalleri

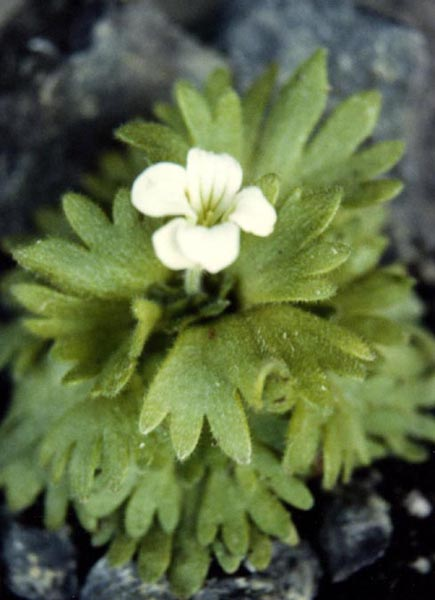